# 王舍人镇
王舍人镇曾是中国山东省济南市历城区下辖的一个镇，2010年5月分拆成王舍人街道和鲍山街道。

## 地名由来
王舍人原为春秋时为鲍叔牙封邑。隋开皇十三年（593年），名为杂贷店。到唐贞观年间，有位王熙为中书舍人，他处事从善，为百姓所称赞。人们为纪念他，易名为王舍人店。金置王舍人店镇。后沿称王舍人庄。

## 行政区划
王舍人镇下辖王舍人村、裴家营村、靳家村、曲家村、孙家卫村、南滩头村、刘家村、简家屯村、北滩头村、水坡村、冷水沟村、杨家屯南村、杨家屯北村、沙河五村、沙河四村、沙河三村、沙河二村、沙河一村、东周村、郭家村、殷陈村、苏家庄村、赵家庄村、赵仙庄村、大辛村、张马屯村、宿家张马屯村、陈家张马东村、陈家张马西村、小张马村、梁王二村、梁王一村、梁王三村、梁王四村、路家村、纸坊村、李家村、川流村。
1. ↑  . 生活日报. 2010-05-13  [2018-12-26]. （原始内容存档于2018-12-26）.